# Conostylis pauciflora
Conostylis pauciflora är en enhjärtbladig växtart som beskrevs av Stephen Donald Hopper. Conostylis pauciflora ingår i släktet Conostylis och familjen Haemodoraceae.

## Underarter
Arten delas in i följande underarter:
- C. p. euryrhipis
- C. p. pauciflora